# 79th Street (BMT West End Line)
Pour les articles homonymes, voir 79th Street.
La station 79th Street est une station locale de la BMT West End Line du métro de New York, située à l'intersection de 79th Street et de New Utrecht Avenue à Bensonhurst, à Brooklyn. La station est desservie par la ligne D en tout temps.

## Histoire
La station 79th Street a été ouverte le 24 juin 1916, faisant partie des huit premières stations de la ligne West End,. La station avait été ouverte à l'origine avec une seule voie en service. La deuxième voie a été ouverte quelques jours plus tard, le 8 juillet 1916.

### Rénovations
Les quais ont été agrandis dans les années 1960 pour accueillir les nouveaux trains de la division B, soit 615 pieds (187,45 mètres).
En 2012, plusieurs stations de la West End Line, dont 79th Street ont été rénovées dans le cadre du financement de l'American Recovery and Reinvestment Act de 2009.,

## Agencement de la station
| Niveau de la plateforme | Quai latéral        | Quai latéral                                                                |
| Niveau de la plateforme | Quai direction nord | ← vers Norwood-205th Street                                                 |
| Niveau de la plateforme | Express             | → Pas de service régulier                                                   |
| Niveau de la plateforme | Quai direction sud  | vers Coney Island-Stilwell Avenue→                                          |
| Niveau de la plateforme | Quai latéral        |                                                                             |
| Mezzanine               | Mezzanine           | Vers les entrées et sorties, agent de station et machines MetroCard et OMNY |
| Rez-de-chaussée         | Niveau de la rue    | Entrée/sortie                                                               |